# Amari Bailey
Amari Bailey (ur. 17 lutego 2004 w Nowym Orleanie) – amerykański koszykarz, występujący na pozycji rzucającego obrońcy, od 2023 zawodnik Charlotte Hornets oraz zawodnik G-League − Greensboro Swarm.
W 2021 został nagrodzony tytułem najlepszego koszykarz szkół średnich stanu Kalifornia (California Mr. Basketball). W 2022 wystąpił w meczach gwiazd amerykańskich szkół średnich − McDonald’s All-American, Jordan Classic, Nike Hoop Summit.
W 2023 reprezentował Charlotte Hornets podczas rozgrywek ligi letniej NBA w Las Vegas i Sacramento.

## Osiągnięcia
Stan na 12 grudnia 2023, na podstawie, o ile nie zaznaczono inaczej.
NCAA
- Uczestnik rozgrywek Sweet 16 turnieju NCAA (2023)
- Mistrz sezonu regularnego konferencji Pac-12 (2023)
- Zaliczony do I składu:
  - najlepszych pierwszorocznych zawodników Pac-12 (2023)
  - turnieju Pac-12 (2023)
- Najlepszy pierwszoroczny zawodnik tygodnia konferencji Pac-12 (28.11.2022, 5.12.2022, 13.02.2023, 27.02.2023)

Reprezentacja
- Mistrz Ameryki U–16 (2019)